# Aspidoscelis neomexicana
Espèce
Synonymes
- Cnemidophorus neomexicanus Lowe & Zweifel, 1952
- Aspidoscelis neomexicanus (Lowe & Zweifel, 1952)

Statut de conservation UICN

 LC  : Préoccupation mineure
Aspidoscelis neomexicana est une espèce de sauriens de la famille des Teiidae.

## Répartition
Cette espèce se rencontre :
- aux États-Unis dans l'Ouest du Texas, en Arizona et au Nouveau-Mexique ;
- au Mexique dans le nord de l'État de Chihuahua.

## Description

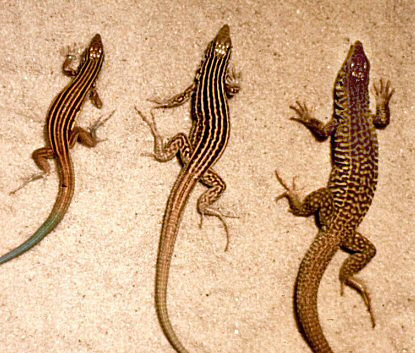
Aspidoscelis neomexicana, au centre, entre les deux espèces parentales :
Aspidoscelis inornata à gauche et Aspidoscelis tigris à droite

Cette espèce parthénogénétique hybride est issue de Aspidoscelis tigris et de Aspidoscelis inornata : ses 46 chromosomes viennent pour moitié de chacune des deux espèces, et ne peuvent donc pas s'apparier pour la méiose, ce qui rend la parthénogénèse obligatoire.

## Publication originale
- Lowe & Zweifel, 1952 : A new species of Whiptail lizard (Genus Cnemidophorus) from New Mexico. Bulletin of the Chicago Academy of Sciences, vol. 9, n. 13, p. 229-247.